# سلطان السوادی
سلطان السوادی (انگلیسی: Sultan Al-Sawadi؛ زادهٔ ۱۴ دسامبر ۱۹۹۲) یک ورزشکار اهل عربستان سعودی است.
از باشگاه‌هایی که در آن بازی کرده‌است می‌توان به باشگاه فوتبال الاهلی عربستان سعودی، باشگاه فوتبال التعاون عربستان سعودی، و باشگاه فوتبال الرائد عربستان سعودی اشاره کرد.